# Vrij huwelijk
Vrij huwelijk is een niet juridisch erkend huwelijk waarbij de betrokkenen bewust afzien van elke burgerlijke of religieuze huwelijkssluiting en hun relatie uitsluitend op wederzijds goedvinden baseren. Het ideaal ontstond in de 19e eeuw onder vrijdenkers, feministen en anarchisten, die het formele huwelijk zagen als een patriarchaal eigendomscontract.
Als de partners bij elkaar wonen wordt dit ongehuwd samenwonen (vaak verkort tot samenwonen) genoemd.

## Geschiedenis
Aletta Jacobs sloot als beroemdste Nederlandse vertegenwoordigster van de eerste feministische golf reeds in 1884 een vrij huwelijk met politicus Carel Victor Gerritsen (1850-1905). Huwelijken waren in Nederland voor de 20e eeuw rolbevestigend en gericht op het krijgen van kinderen of het in de familie houden van bezittingen. Als de vrouw zwanger was voordat zij getrouwd was, werd gesproken van een gedwongen huwelijk, ofwel een 'moetje'. 
Vrouwen hadden voor die tijd meestal geen inkomen en waren financieel totaal afhankelijk van de man. Voor vrouwen was een vrij huwelijk dus een groot risico. Voor Jacobs ging dat niet op, want zij was arts van beroep. 
Begin twintigste eeuw begon de emancipatie van de arbeiders en vrouwen. Voor vrijdenkers stond het officiële huwelijk de vrije ontplooiing van de mens in de weg. Tegen het vrije huwelijk ontstond in Nederland veel verzet vanuit de kerken. Hoofdredactrice Anna de Savornin Lohman van het protestantse vrouwenweekblad De Hollandsche Lelie noemde het vrije huwelijk “in de hoogste mate gevaarlijk en onzedelijk” en het weigeren van de kerkelijke plechtigheid “spotten met God”.

## Open huwelijk
Een vrij huwelijk is niet hetzelfde als een open huwelijk, een juridisch erkend huwelijk waarin de partners elkaar toestaan romantische en/of seksuele relaties met derden aan te gaan, mits dit vooraf expliciet en wederzijds is afgesproken. In een vrij huwelijk staat vrijheid in morele zin centraal, niet noodzakelijkerwijs non-monogamie.